# Prêmio Nobel de Física
O Nobel de Física é uma condecoração criada pela Fundação Nobel, de grande relevância desde sua criação, obedecendo a vontade do químico Alfred Nobel, expressa em seu testamento. É um prêmio atribuído anualmente, em outubro, pelos membros da Academia Real das Ciências da Suécia, a eminentes pesquisadores que se tenham destacado na produção de conhecimentos inovadores no domínio da física. A medalha e o diploma da fundação são oficialmente entregues pelo rei da Suécia, a 10 de dezembro, dia do aniversário da morte do criador do prêmio.
John Bardeen é o único premiado por duas vezes, em 1956 e 1972. William Lawrence Bragg é o mais jovem laureado do Nobel de Física, ganhando o prêmio em 1915 com 25 anos na época. Cinco mulheres já foram laureadas com o prêmio, Marie Curie (1903), Maria Goeppert-Mayer (1963) e Donna Strickland (2018), Andrea Ghez (2020) e Anne L'Huillier(2023.

## História
Alfred Nobel, em sua última vontade e testamento, afirmou que sua riqueza seria usada para criar uma série de prêmios para aqueles que conferem o "maior benefício à humanidade" nos campos da física, da química, da paz, fisiologia ou medicina e literatura. Embora Nobel tenha escrito vários testamentos durante sua vida, o último foi escrito um ano antes de sua morte e foi assinado no Clube Sueco-Norueguês em Paris em 27 de novembro de 1895.

## Laureados
O primeiro Prêmio Nobel de Física foi concedido em 1901 a Wilhelm Conrad Röntgen, da Alemanha. Em 1901, Röntgen recebeu 150 782 coroas suecas, o que equivale a 8 402 670 coroas suecas em dezembro de 2017. John Bardeen é o único premiado por duas vezes, em 1956 e 1972. Marie Skłodowska-Curie também ganhou dois prêmios Nobel, um de física em 1903 e outro de química em 1911. William Lawrence Bragg era, até outubro de 2014, o mais jovem laureado do Nobel, e continua sendo o mais jovem laureado do Nobel de Física, ganhando o prêmio em 1915 com 25 anos. Quatro mulheres já foram laureadas com o prêmio: Curie (1903), Maria Goeppert-Mayer (1963), Donna Strickland (2018), Andrea Ghez (2020) e Anne L’Huillier (2023). Até 2020, o prêmio foi concedido a 215 indivíduos.

## Conferência de Solvay

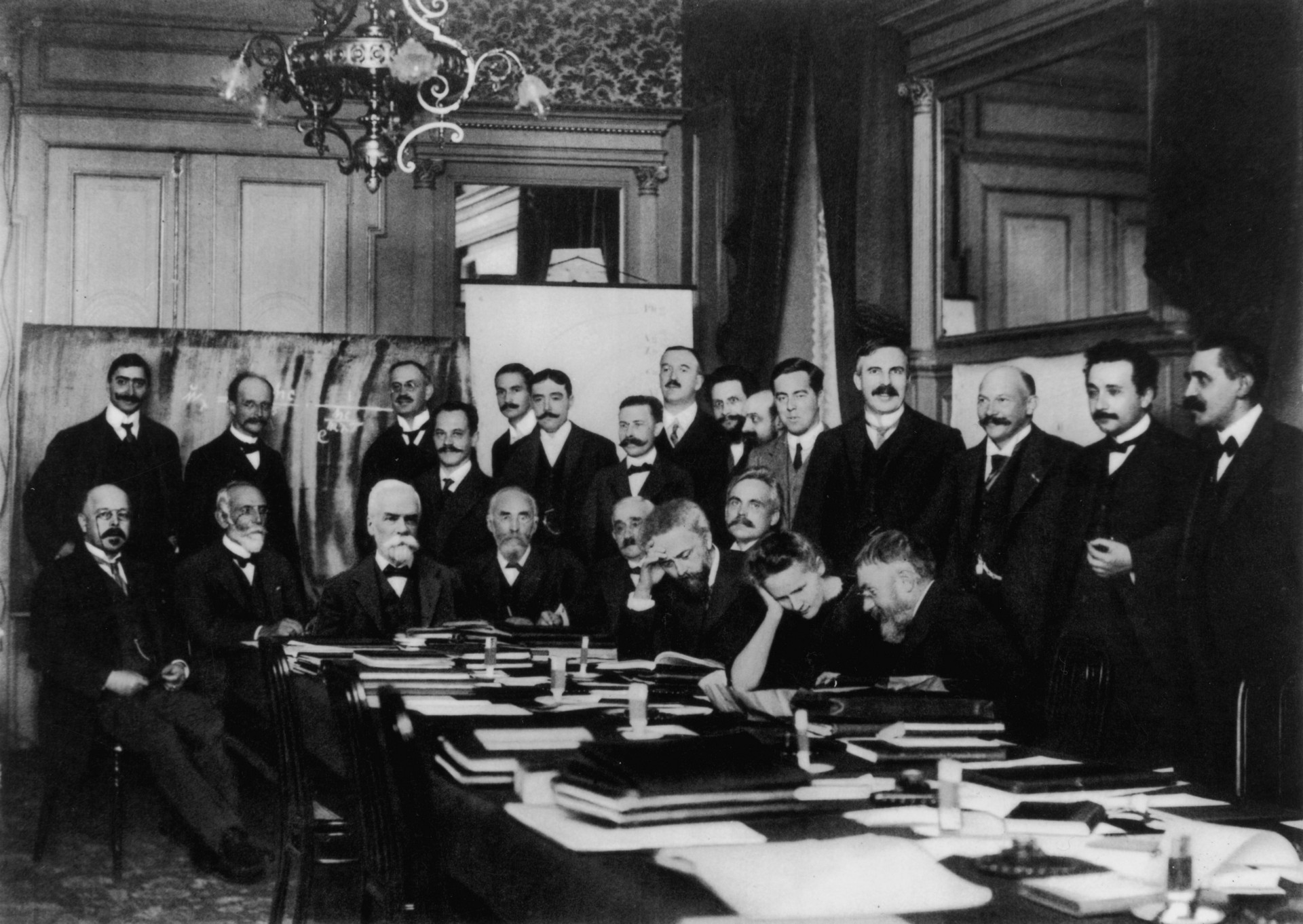
Participantes da 1.ª Conferência de Solvay, em 1911, Bruxelas, Bélgica

A 1.ª Conferência de Solvay reuniu vários laureados com o prêmio Nobel de Física (abaixo estão os nomes destacados em negrito):
1. Walther Nernst
2. Robert Goldschmidt
3. Max Planck
4. Léon Brillouin
5. Heinrich Rubens
6. Ernest Solvay
7. Arnold Sommerfeld
8. Hendrik Antoon Lorentz
9. Frederick Lindemann
10. Maurice de Broglie
11. Martin Knudsen
12. Emil Warburg
13. Jean-Baptiste Perrin
14. Friedrich Hasenöhrl
15. Georges Hostelet
16. Edouard Herzen
17. James Hopwood Jeans
18. Wilhelm Wien
19. Ernest Rutherford
20. Marie Curie
21. Henri Poincaré
22. Heike Kamerlingh Onnes
23. Albert Einstein
24. Paul Langevin